# 二氧基盐
二氧基盐指含有二氧基阳离子（O2+）的一类不多见的化合物，氧的氧化态为+1/2。该离子由氧气失电子得到：
O2 → O2+ + e−
以上的反应需要很大的能量，约为1165kJ/mol，即氧气分子的电离能。

## 结构
O2+离子呈顺磁性，与一氧化氮的价电子数相等，其中O-O键键级为2.5，键长为112.3pm，键能为625.1kJ/mol1，伸缩频率为1858cm−1。

## 制备
六氟合铂(V)酸二氧基（O2+PtF6−）是第一个制得二氧基盐，是用强氧化性的六氟化铂（PtF6）氧化氧气得到的：
O2 + PtF6 → O2[PtF6]
O2+PtF6−的制得直接推动了稀有气体化合物的发展。鉴于Xe与O2第一电离能相近，因此科学家尝试用六氟化铂氧化氙，并从此制得了第一个稀有气体化合物六氟合铂酸氙。
二氧基盐中的阴离子还可以是MF6−（M = P、As、Sb）、SnF62−和BF4−。制备方法还有：
- 高温或日光下用氧和氟的混合物处理，如：

2O2 + F2 + 2 AsF5 → 2 O2+AsF6−
- 高于423K用二氟化氧处理：

4 OF2 + 2 AsF5 → 2 O2+AsF6− + 3 F2
- 约83K用二氟化二氧处理：

2 O2F2 + 2 BF3 → 2 O2+BF4− + F2
2 O2F2 + 2 PF5 → 2 O2PF6 + F2
这些物质在室温下迅速分解：
2 O2BF4 → 2 O2 + F2 + 2 BF3
2 O2PF6 → 2 O2 + F2 + 2 PF5